# Godina svetog Josipa
Godina svetog Josipa je razdoblje od 19. ožujka 2017. do 19. ožujka 2018. prema odluci kardinala Josipa Bozanića na području Zagrebačke nadbiskupije. Namijenjena je na čast svetog Josipa, a obilježava se povodom 330. obljetnice kako je Hrvatski sabor izabrao svetog Josipa za zaštitnika Hrvatske.
Proglas Godine svetog Josipa objavio je zagrebački kardinal Josip Bozanić 19. ožujka 2017. godine. Posebno žarište te godine je Nacionalno svetište svetog Josipa u Karlovcu u kojem se može primiti milost oprosta svakoga dana tijekom Godine svetoga Josipa. 
Središnja proslava 330. obljetnice izbora svetog Josipa nebeskim zaštitnikom Hrvatske i 30. obljetnice uzdignuća crkve sv. Josipa u Karlovacu na čast Nacionalnog svetišta bila je 10. lipnja 2017. godine.“
Hrvatski sabor na svom zasjedanju 9. i 10. lipnja 1687. godine proglasio je sv. Josipa zaštitnikom hrvatskog kraljevstva. Točnije, u saborskom protokolu od tih dana, na latinskom jeziku piše: "Sveti Josip, Krista Spasitelja vjerni branitelj, Djevice Bogorodice djevičanski zaručnik, za posebnog zaštitnika Kraljevine Hrvatske u Državnom saboru godine 1687. od redova i staleža jednoglasno je odabran."